# Division IIB du Championnat du monde junior de hockey sur glace 2016
Le tournoi de la Division II B du Championnat du monde junior de hockey sur glace 2016 se déroule au Centre sportif SPENS de Novi Sad en Serbie du 17 au 23 janvier 2016.

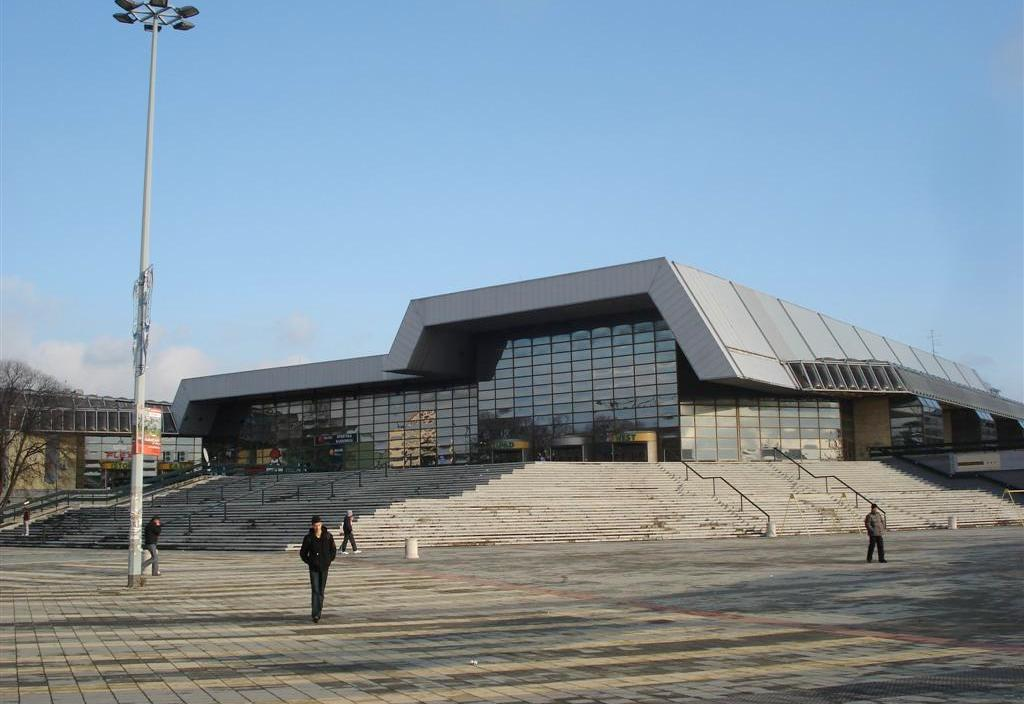
Le Centre sportif SPENS à Novi Sad.

| \| Localisation de Novi Sad en Serbie. \| Localisation de Novi Sad en Serbie. |
| Localisation de Novi Sad en Serbie.                                           |

## Format de la compétition

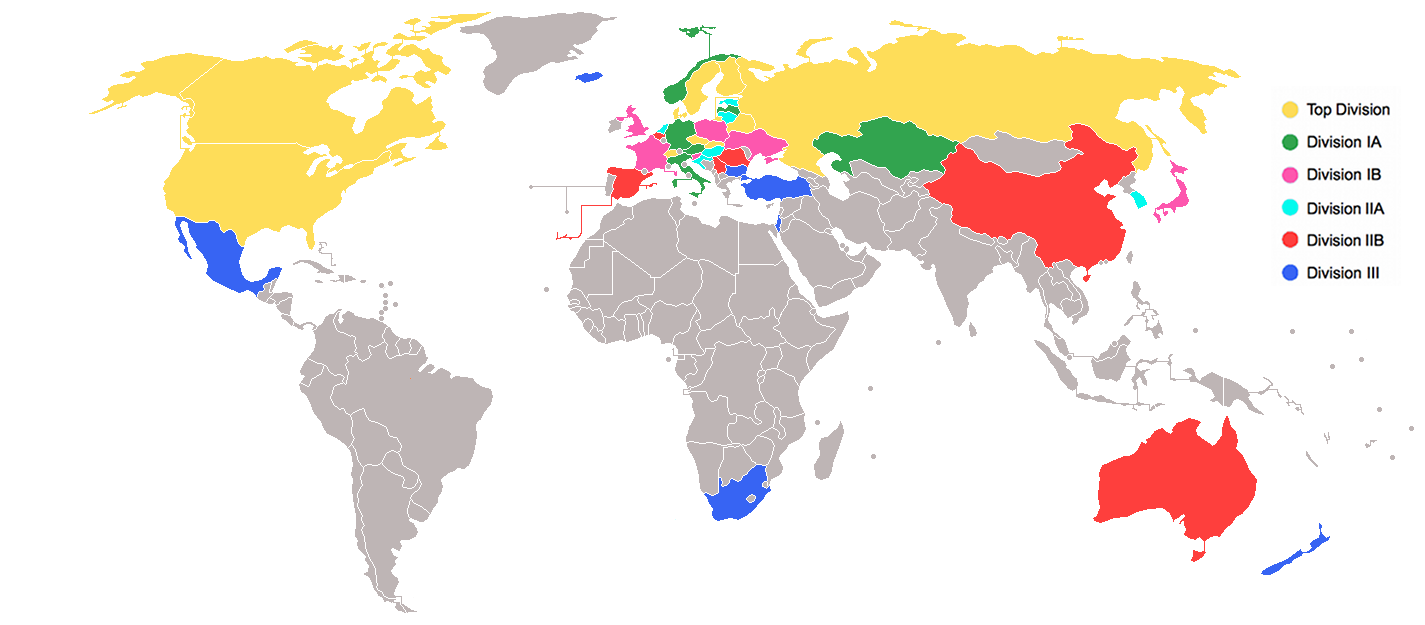
Pays participant au Championnat du monde junior de hockey sur glace 2016.

Le Championnat du monde junior de hockey sur glace est un ensemble de plusieurs tournois regroupant les nations en fonction de leur niveau. Les meilleures équipes disputent le titre dans la Division Élite.
Les 10 équipes de la Division Élite sont scindées en deux poules de 5 où elles disputent un tour préliminaire. Les 4 meilleures sont qualifiées pour les quarts de finale. Les derniers de chaque poule s'affrontent dans un tour de relégation, au meilleur des 3 matches. Le perdant est relégué en Division I A.
Pour les autres divisions qui comptent 6 équipes (sauf la Division III qui en compte 7), les équipes s’affrontent entre elles et, à l'issue de cette compétition, le premier est promu dans la division supérieure et le dernier est relégué dans la division inférieure.
Lors des phases de poule, les points sont attribués ainsi :
- victoire : 3 points ;
- victoire en prolongation ou aux tirs de fusillade : 2 points ;
- défaite en prolongation ou aux tirs de fusillade : 1 point ;
- défaite : 0 point.

## Résultats
| 17 janvier 2016 | Australie | 0-8 (0-2, 0-4, 0-2) | Roumanie | SPENS, Novi Sad 35 spectateurs |

| Feuille de match                                     | Feuille de match | Feuille de match                | Feuille de match | Feuille de match                                                          |
| ---------------------------------------------------- | ---------------- | ------------------------------- | --- | ------------------------------------------------------------------------- |
|                                                      | -                | 0-1 0-2 0-3 0-4 0-5 0-6 0-7 0-8 | Gajdo (Grigori) — 10 min 11 s S. Rokaly (N. Rokaly, Creanga) — 18 min 34 s (SN) Sandor (Szopos, György) — 21 min 21 s S. Rokaly (N. Rokaly, Orbán) — 27 min 13 s György (Creanga, Györfy) — 27 min 22 s Geréb (S. Rokaly, N. Rokaly) — 35 min 39 s N. Rokaly (S. Rokaly, György) — 44 min 19 s Ferencz-Csibi (N. Rokaly) — 55 min 46 s (SN) | Arbitrage : Geoffey Barcelo Juges de lignes : Louis Beelen Chae Young-jin |
| Alexandre Tetreault (40 min) Stephen McCann (20 min) | Gardiens         | Attila Adorján                  | | Arbitrage : Geoffey Barcelo Juges de lignes : Louis Beelen Chae Young-jin |
| 14 min                                               | Pénalités        | 10 min                          | | Arbitrage : Geoffey Barcelo Juges de lignes : Louis Beelen Chae Young-jin |
| 13                                                   | Tirs             | 45                              | | Arbitrage : Geoffey Barcelo Juges de lignes : Louis Beelen Chae Young-jin |

| 17 janvier 2016 | Chine | 0-5 (0-2, 0-2, 0-1) | Belgique | SPENS, Novi Sad 47 spectateurs |

| Feuille de match | Feuille de match | Feuille de match    | Feuille de match | Feuille de match                                                             |
| ---------------- | ---------------- | ------------------- | --- | ---------------------------------------------------------------------------- |
|                  | -                | 0-1 0-2 0-3 0-4 0-5 | van Rooy — 38 s Denis (van Espen) — 9 min 30 s (2 SN) Goris (van Rooy) — 20 min 21 s Franckx (Tambeur) — 38 min 45 s (SN) van Rooy (Coolen, Goris) — 59 min 17 s | Arbitrage : Andrea Benvegnu Juges de lignes : Tibor Fazekas Anton Gladchenko |
| Li Qiuyang       | Gardiens         | Keanu Evers         | | Arbitrage : Andrea Benvegnu Juges de lignes : Tibor Fazekas Anton Gladchenko |
| 14 min           | Pénalités        | 12 min              | | Arbitrage : Andrea Benvegnu Juges de lignes : Tibor Fazekas Anton Gladchenko |
| 19               | Tirs             | 52                  | | Arbitrage : Andrea Benvegnu Juges de lignes : Tibor Fazekas Anton Gladchenko |

| 17 janvier 2016 | Espagne | 4-1 (0-0, 1-0, 3-1) | Serbie | SPENS, Novi Sad 623 spectateurs |

| Feuille de match                                     | Feuille de match | Feuille de match    | Feuille de match                    | Feuille de match                                                       |
| ---------------------------------------------------- | --- | ------------------- | ----------------------------------- | ---------------------------------------------------------------------- |
|                                                      | Granell (Arrinda, Palacios) — 31 min 15 s A. Garcia (Cerda) — 44 min 22 s - Pantoja (Hernandez) — 48 min 28 s Pantoja (Rubio) — 59 min 51 s (CV) | 1-0 2-0 2-1 3-1 4-1 | - Bošković (Djumić) — 44 min 33 s - | Arbitrage : Sergei Sobolev Juges de lignes : Marko Saković David Vaczi |
| Ignacio Garcia (59 min 51 s) Alejandro Reneses (9 s) | Gardiens | Petar Stepanović    |                                     | Arbitrage : Sergei Sobolev Juges de lignes : Marko Saković David Vaczi |
| 14 min                                               | Pénalités | 8 min               |                                     | Arbitrage : Sergei Sobolev Juges de lignes : Marko Saković David Vaczi |
| 16                                                   | Tirs | 35                  |                                     | Arbitrage : Sergei Sobolev Juges de lignes : Marko Saković David Vaczi |

| 18 janvier 2016 | Roumanie | 6-2 (1-0, 2-0, 3-2) | Belgique | SPENS, Novi Sad 32 spectateurs |

| Feuille de match | Feuille de match | Feuille de match                | Feuille de match                                                    | Feuille de match                                                            |
| ---------------- | --- | ------------------------------- | ------------------------------------------------------------------- | --------------------------------------------------------------------------- |
|                  | Szopos — 14 min 3 s Geréb (S. Rokaly, N. Rokaly) — 27 min 30 s (SN) Sandor (Györfy, Geréb) — 38 min 36 s S. Rokaly (N. Rokaly, Györfy) — 45 min 45 s (SN) - Geréb (Sandor) — 48 min 15 s - György (Ferencz-Csibi) — 58 min 42 s | 1-0 2-0 3-0 4-0 4-1 5-1 5-2 6-2 | - Denis (van Espen) — 46 min 7 s - Goris (van Rooy) — 53 min 21 s - | Arbitrage : Vedran Krcelić Juges de lignes : Anton Gradchenko Marko Saković |
| Attila Adorján   | Gardiens | Keanu Evers                     |                                                                     | Arbitrage : Vedran Krcelić Juges de lignes : Anton Gradchenko Marko Saković |
| 4 min            | Pénalités | 16 min                          |                                                                     | Arbitrage : Vedran Krcelić Juges de lignes : Anton Gradchenko Marko Saković |
| 36               | Tirs | 34                              |                                                                     | Arbitrage : Vedran Krcelić Juges de lignes : Anton Gradchenko Marko Saković |

| 18 janvier 2016 | Espagne | 9-3 (4-1, 4-1, 1-1) | Australie | SPENS, Novi Sad 42 spectateurs |

| Feuille de match | Feuille de match | Feuille de match                                     | Feuille de match                                                                                 | Feuille de match                                                       |
| ---------------- | --- | ---------------------------------------------------- | ------------------------------------------------------------------------------------------------ | ---------------------------------------------------------------------- |
|                  | Granell (Arrinda, Rubio) — 4 min 30 s - Lasuen (Cerda, Paul) — 7 min 57 s Arrinda (Ruiz) — 13 min 4 s (SN) Granell (Arrinda, Rubio) — 18 min 3 s Granell (Rubio, Vicente) — 27 min 11 s (2 SN) Hernandez (A. Garcia, Ruiz) — 27 min 37 s (SN) - Palacios (Pantoja, Vicente) — 35 min 1 s (SN) Baldris (Paul) — 35 min 45 s - Rubio (Ruiz) — 51 min 37 s | 1-0 1-1 2-1 3-1 4-1 5-1 6-1 6-2 7-2 8-2 8-3 9-3      | - Hodic (Lodge) — 6 min 55 s (SN) - Kubara — 31 min 16 s - Hodic (Pataky) — 46 min 55 s (2 SN) - | Arbitrage : Andrea Benvegnu Juges de lignes : David Parduv David Vaczi |
| Ignacio Garcia   | Gardiens | Alexandre Tetreault (40 min) Stephen McCann (20 min) |                                                                                                  | Arbitrage : Andrea Benvegnu Juges de lignes : David Parduv David Vaczi |
| 28 min           | Pénalités | 22 min                                               |                                                                                                  | Arbitrage : Andrea Benvegnu Juges de lignes : David Parduv David Vaczi |
| 54               | Tirs | 20                                                   |                                                                                                  | Arbitrage : Andrea Benvegnu Juges de lignes : David Parduv David Vaczi |

| 18 janvier 2016 | Serbie | 10-0 (3-0, 5-0, 2-0) | Chine | SPENS, Novi Sad 178 spectateurs |

| Feuille de match | Feuille de match | Feuille de match                         | Feuille de match | Feuille de match                                                           |
| ---------------- | --- | ---------------------------------------- | ---------------- | -------------------------------------------------------------------------- |
|                  | Anić (Bjelogrlić, Podunavac) — 7 min 20 s (SN) Bjelogrlić (Bošković, Nikolić) — 13 min 27 s (IN) Novakovic (Djumić, Vukičević) — 17 min 38 s (SN) Djumić (Pajić, Novakovic) — 21 min 38 s Glavonjic (Djumić, Anić) — 26 min 18 s (IN) Glavonjic (Lestaric, Podunavac) — 27 min 57 s Lestaric (Podunavac, Anić) — 32 min 23 s Podunavac (Bjelogrlić, Lestaric) — 38 min 51 s Lestaric (Bjelogrlić, Anić) — 40 min 10 s Lestaric (Glavonjic, Bjelogrlić) — 45 min 23 s | 1-0 2-0 3-0 4-0 5-0 6-0 7-0 8-0 9-0 10-0 | -                | Arbitrage : Geoffrey Barcelo Juges de lignes : Louis Beelen Chae Young-jin |
| Jovan Feher      | Gardiens | Li Qiuyang                               |                  | Arbitrage : Geoffrey Barcelo Juges de lignes : Louis Beelen Chae Young-jin |
| 28 min           | Pénalités | 26 min                                   |                  | Arbitrage : Geoffrey Barcelo Juges de lignes : Louis Beelen Chae Young-jin |
| 69               | Tirs | 13                                       |                  | Arbitrage : Geoffrey Barcelo Juges de lignes : Louis Beelen Chae Young-jin |

| 20 janvier 2016 | Espagne | 10-1 (3-0, 3-1, 4-0) | Chine | SPENS, Novi Sad 25 spectateurs |

| Feuille de match  | Feuille de match | Feuille de match                             | Feuille de match                         | Feuille de match                                                        |
| ----------------- | --- | -------------------------------------------- | ---------------------------------------- | ----------------------------------------------------------------------- |
|                   | Rubio (Granell) — 7 min 22 s (SN) Baldris (Hernandez) — 10 min 32 s (IN) Pantoja (Manero, Vicente) — 12 min 13 s - Granell (Hernandez) — 28 min 44 s Pantoja (Granell, Palacios) — 32 min 41 s (SN) Vicente (Palacios, Pantoja) — 36 min 54 s (SN) Manero (Pantoja) — 49 min 45 s Burgos (Manero, Baldris) — 52 min 11 s G. Torner (A. Torner) — 54 min 20 s Arrinda (Rubio, Baldris) — 59 min 58 s | 1-0 2-0 3-0 3-1 4-1 5-1 6-1 7-1 8-1 9-1 10-1 | - Guo (Huang, Song) — 23 min 29 s (SN) - | Arbitrage : Vedran Kreclic Juges de lignes : Chae Young-jin David Vaczi |
| Alejandro Reneses | Gardiens | Chen Xi                                      |                                          | Arbitrage : Vedran Kreclic Juges de lignes : Chae Young-jin David Vaczi |
| 12 min            | Pénalités | 14 min                                       |                                          | Arbitrage : Vedran Kreclic Juges de lignes : Chae Young-jin David Vaczi |
| 75                | Tirs | 17                                           |                                          | Arbitrage : Vedran Kreclic Juges de lignes : Chae Young-jin David Vaczi |

| 20 janvier 2016 | Australie | 0-6 (0-1, 0-3, 0-2) | Belgique | SPENS, Novi Sad 38 spectateurs |

| Feuille de match    | Feuille de match | Feuille de match        | Feuille de match | Feuille de match                                                        |
| ------------------- | ---------------- | ----------------------- | --- | ----------------------------------------------------------------------- |
|                     | -                | 0-1 0-2 0-3 0-4 0-5 0-6 | Swennen (Tambeur) — 4 min 15 s Delbrassine (Tambeur) — 23 min 11 s Tambeur (Denis) — 36 min 23 s Laan (Janssen, Goris) — 38 min 37 s (SN) Steyaert (Denis, Auger) — 42 min 26 s van Rooy (Goris, Denis) — 48 min 6 s | Arbitrage : Sergei Sobolev Juges de lignes : Tibor Fazekas David Parduv |
| Alexandre Tetreault | Gardiens         | Keanu Evers             | | Arbitrage : Sergei Sobolev Juges de lignes : Tibor Fazekas David Parduv |
| 12 min              | Pénalités        | 30 min                  | | Arbitrage : Sergei Sobolev Juges de lignes : Tibor Fazekas David Parduv |
| 13                  | Tirs             | 47                      | | Arbitrage : Sergei Sobolev Juges de lignes : Tibor Fazekas David Parduv |

| 20 janvier 2016 | Roumanie | 5-4 (pr) (2-1, 0-1, 2-2, 1-0) | Serbie | SPENS, Novi Sad 576 spectateurs |

| Feuille de match | Feuille de match | Feuille de match                    | Feuille de match | Feuille de match                                                             |
| ---------------- | --- | ----------------------------------- | --- | ---------------------------------------------------------------------------- |
|                  | Sandor (Szopos, Györfy) — 1 min 20 s (SN) György (N. Rokaly) — 13 min 47 s - N. Rokaly — 42 min 8 s (IN) - S. Rokaly (N. Rokaly, György) — 54 min 34 s - S. Rokaly (N. Rokaly) — 63 min 45 s | 1-0 2-0 2-1 2-2 3-2 3-3 4-3 4-4 5-4 | - Glavonjic (Lestaric, Bošković) — 18 min 58 s Djumić — 23 min 49 s (IN) - Glavonjic — 47 min 1 s (IN) - Pajić (Bošković) — 56 min 1 s (SN) - | Arbitrage : Andrea Benvegnu Juges de lignes : Anton Gladchenko Marko Saković |
| Attila Adorján   | Gardiens | Petar Stepanović                    | | Arbitrage : Andrea Benvegnu Juges de lignes : Anton Gladchenko Marko Saković |
| 18 min           | Pénalités | 47 min                              | | Arbitrage : Andrea Benvegnu Juges de lignes : Anton Gladchenko Marko Saković |
| 31               | Tirs | 40                                  | | Arbitrage : Andrea Benvegnu Juges de lignes : Anton Gladchenko Marko Saković |

| 21 janvier 2016 | Belgique | 1-6 (1-2, 0-2, 0-2) | Espagne | SPENS, Novi Sad 37 spectateurs |

| Feuille de match | Feuille de match                              | Feuille de match            | Feuille de match | Feuille de match                                                             |
| ---------------- | --------------------------------------------- | --------------------------- | --- | ---------------------------------------------------------------------------- |
|                  | - Laan (Goris, van Rooy) — 12 min 17 s (SN) - | 0-1 0-2 1-2 1-3 1-4 1-5 1-6 | Rubio (Baldris, Garcia) — 6 min 33 s Hernandez (Cerda, Lasuen) — 6 min 53 s - Pantoja (Vicente, Rubio) — 29 min 44 s Rubio (Palacios, Pantoja) — 34 min 4 s (SN) Hernandez (Cerda) — 44 min 19 s (SN) Hernandez (Arraras, Lasuen) — 59 min 2 s | Arbitrage : Geoffrey Barcelo Juges de lignes : Anton Gladchenko David Parduv |
| Keanu Evers      | Gardiens                                      | Ignacio Garcia              | | Arbitrage : Geoffrey Barcelo Juges de lignes : Anton Gladchenko David Parduv |
| 8 min            | Pénalités                                     | 28 min                      | | Arbitrage : Geoffrey Barcelo Juges de lignes : Anton Gladchenko David Parduv |
| 29               | Tirs                                          | 40                          | | Arbitrage : Geoffrey Barcelo Juges de lignes : Anton Gladchenko David Parduv |

| 21 janvier 2016 | Chine | 3-12 (1-3, 0-8, 2-1) | Roumanie | SPENS, Novi Sad 26 spectateurs |

| Feuille de match                               | Feuille de match                                                             | Feuille de match                                                 | Feuille de match | Feuille de match                                                         |
| ---------------------------------------------- | ---------------------------------------------------------------------------- | ---------------------------------------------------------------- | --- | ------------------------------------------------------------------------ |
|                                                | - He (Zuo) — 11 min 24 s - Ma (Xie) — 41 min 3 s Guo (Huang) — 42 min 57 s - | 0-1 1-1 1-2 1-3 1-4 1-5 1-6 1-7 1-8 1-9 1-10 1-11 2-11 3-11 3-12 | Kollo (Sandor) — 1 min 38 s - Vasile (Antal) — 14 min 47 s Sandor (Szopos) — 16 min 36 s György (Szopos) — 22 min 17 s (SN) Ferencz-Csibi — 25 min 38 s György (Szopos) — 26 min 2 s Gajdo (Antal, Vasile) — 32 min 32 s (SN) N. Rokaly (S. Rokaly, Creanga) — 34 min 10 s S. Rokaly (N. Rokaly) — 36 min 24 s (IN) György (S. Rokaly) — 37 min 25 s György — 39 min 12 s (SN) - N. Rokaly — 57 min 42 s (IN) | Arbitrage : Sergei Sobolev Juges de lignes : Tibor Fazekas Marko Saković |
| Li Qiuyang (36 min 24 s) Chen Xi (23 min 30 s) | Gardiens                                                                     | Daniel Uruc                                                      | | Arbitrage : Sergei Sobolev Juges de lignes : Tibor Fazekas Marko Saković |
| 12 min                                         | Pénalités                                                                    | 8 min                                                            | | Arbitrage : Sergei Sobolev Juges de lignes : Tibor Fazekas Marko Saković |
| 17                                             | Tirs                                                                         | 53                                                               | | Arbitrage : Sergei Sobolev Juges de lignes : Tibor Fazekas Marko Saković |

| 21 janvier 2016 | Serbie | 10-0 (6-0, 3-0, 1-0) | Australie | SPENS, Novi Sad 223 spectateurs |

| Feuille de match | Feuille de match | Feuille de match                                             | Feuille de match | Feuille de match                                                      |
| ---------------- | --- | ------------------------------------------------------------ | ---------------- | --------------------------------------------------------------------- |
|                  | Pajić (Bošković, Nikolić) — 4 min 35 s (SN) Markovic (Novakovic) — 8 min 5 s Vukičević (Pajić) — 11 min 25 s Glavonjic — 12 min 26 s Terzic (Bjelogrlić, Djumić) — 17 min 18 s (SN) Glavonjic (Bjelogrlić) — 18 min 44 s Terzic (Pajić, Bošković) — 23 min 38 s Nikolić (Djumić, Bjelogrlić) — 30 min 42 s Djumić (Pajić, Anić) — 32 min 32 s Djumić (Bjelogrlić, Glavonjic) — 48 min 12 s | 1-0 2-0 3-0 4-0 5-0 6-0 7-0 8-0 9-0 10-0                     | -                | Arbitrage : Vedran Krcelic Juges de lignes : Louis Beelen David Vaczi |
| Jovan Feher      | Gardiens | Stephen McCann (8 min 5 s) Alexandre Tetreault (51 min 55 s) |                  | Arbitrage : Vedran Krcelic Juges de lignes : Louis Beelen David Vaczi |
| 22 min           | Pénalités | 16 min                                                       |                  | Arbitrage : Vedran Krcelic Juges de lignes : Louis Beelen David Vaczi |
| 43               | Tirs | 22                                                           |                  | Arbitrage : Vedran Krcelic Juges de lignes : Louis Beelen David Vaczi |

| 23 janvier 2016 | Australie | 8-2 (3-0, 1-2, 4-0) | Chine | SPENS, Novi Sad 29 spectateurs |

| Feuille de match    | Feuille de match | Feuille de match                             | Feuille de match                                        | Feuille de match                                                        |
| ------------------- | --- | -------------------------------------------- | ------------------------------------------------------- | ----------------------------------------------------------------------- |
|                     | Carini (Pataky) — 2 min 14 s Lodge — 3 min 40 s (SN) Kubara (Hodic) — 7 min 57 s (SN) - Lodge — 28 min 46 s - Kubara (Carini) — 43 min 50 s McGuiness (Lodge) — 47 min 15 s Hodic (Boyle) — 49 min 7 s (IN) Boyle (Kubara) — 52 min 39 s | 1-0 2-0 3-0 3-1 4-1 4-2 5-2 6-2 7-2 8-2      | - Guo (Huang) — 23 min 11 s - Guo (Han) — 34 min 43 s - | Arbitrage : Andrea Benvegnu Juges de lignes : Tibor Fazekas David Vaczi |
| Alexandre Tetreault | Gardiens | Li Qiuyang (7 min 57 s) Chen Xi (52 min 3 s) |                                                         | Arbitrage : Andrea Benvegnu Juges de lignes : Tibor Fazekas David Vaczi |
| 39 min              | Pénalités | 26 min                                       |                                                         | Arbitrage : Andrea Benvegnu Juges de lignes : Tibor Fazekas David Vaczi |
| 42                  | Tirs | 23                                           |                                                         | Arbitrage : Andrea Benvegnu Juges de lignes : Tibor Fazekas David Vaczi |

| 23 janvier 2016 | Roumanie | 6-5 (2-1, 1-1, 3-3) | Espagne | SPENS, Novi Sad 83 spectateurs |

| Feuille de match | Feuille de match | Feuille de match                            | Feuille de match | Feuille de match                                                       |
| ---------------- | --- | ------------------------------------------- | --- | ---------------------------------------------------------------------- |
|                  | Geréb (N. Rokaly, S. Rokaly) — 3 min 5 s N. Rokaly — 5 min 15 s - Geréb (Ferensz-Csibi, N. Rokaly) — 20 min 54 s (SN) - Sandor (György) — 51 min 5 s - Geréb (Ferencs-Csibi, N. Rokaly) — 52 min 11 s Sandor (N. Rokaly, György) — 56 min 29 s (2 SN) | 1-0 2-0 2-1 3-1 3-2 3-3 3-4 4-4 4-5 5-5 6-5 | - Pantoja (Vicente, Rubio) — 16 min 4 s (2 SN) - Rubio (Cerda) — 38 min 6 s (SN) Rubio (Garcia, Cerda) — 43 min 4 s (SN) Pantoja (Rubio) — 46 min 39 s - Palacios — 51 min 25 s (SN) - | Arbitrage : Sergei Sobolev Juges de lignes : Louis Beelen David Parduv |
| Attila Adorján   | Gardiens | Ignacio Garcia                              | | Arbitrage : Sergei Sobolev Juges de lignes : Louis Beelen David Parduv |
| 18 min           | Pénalités | 20 min                                      | | Arbitrage : Sergei Sobolev Juges de lignes : Louis Beelen David Parduv |
| 32               | Tirs | 25                                          | | Arbitrage : Sergei Sobolev Juges de lignes : Louis Beelen David Parduv |

| 23 janvier 2016 | Belgique | 0-9 (0-2, 0-3, 0-4) | Serbie | SPENS, Novi Sad 442 spectateurs |

| Feuille de match | Feuille de match | Feuille de match                    | Feuille de match | Feuille de match                                                            |
| ---------------- | ---------------- | ----------------------------------- | --- | --------------------------------------------------------------------------- |
|                  | -                | 0-1 0-2 0-3 0-4 0-5 0-6 0-7 0-8 0-9 | Bjelogrlić (Anić, Podunavac) — 12 min 34 s (SN) Djumić (Galvonjic) — 16 min 59 s Glavonjic (Anić, Vukičević) — 27 min 3 s Djumić (Podunavac) — 29 min 6 s Bošković (Nikolić, Pajić) — 33 min 34 s Nikolic (Terzic, Vukičević) — 42 min 40 s Galvonjic (Djumić) — 52 min 14 s Glavonjic (Djumić, Anić) — 55 min 2 s (SN) Vukičević — 57 min 12 s (IN) | Arbitrage : Geoffrey Barcelo Juges de lignes : Chae Young-jin Marko Saković |
| Keanu Evers      | Gardiens         | Petar Stepanović                    | | Arbitrage : Geoffrey Barcelo Juges de lignes : Chae Young-jin Marko Saković |
| 8 min            | Pénalités        | 12 min                              | | Arbitrage : Geoffrey Barcelo Juges de lignes : Chae Young-jin Marko Saković |
| 17               | Tirs             | 40                                  | | Arbitrage : Geoffrey Barcelo Juges de lignes : Chae Young-jin Marko Saković |

## Classement final
| Clt   | Équipe       | PJ | V | VP | D | DP | BP | BC | Diff | Pts |
| ----- | ------------ | -- | - | -- | - | -- | -- | -- | ---- | --- |
| +001, | Roumanie (R) | 5  | 4 | 1  | 0 | 0  | 37 | 14 | +23  | 14  |
| +002, | Espagne      | 5  | 4 | 0  | 1 | 0  | 34 | 12 | +22  | 12  |
| +003, | Serbie       | 5  | 3 | 0  | 1 | 1  | 34 | 9  | +25  | 10  |
| +004, | Belgique     | 5  | 2 | 0  | 3 | 0  | 14 | 21 | -7   | 6   |
| +005, | Australie    | 5  | 1 | 0  | 4 | 0  | 11 | 35 | -24  | 3   |
| +006, | Chine (P)    | 5  | 0 | 0  | 5 | 0  | 6  | 45 | -39  | 0   |

- Promu en Division IIA en 2017
- Relégué en Division III en 2017

## Récompenses individuelles
| Rang | Joueur          | Pays     | PJ | B | A  | Pts | +/− | Pun |
| ---- | --------------- | -------- | -- | - | -- | --- | --- | --- |
| 1    | Norbert Rokaly  | Roumanie | 5  | 5 | 14 | 19  | +12 | 0   |
| 2    | Oriol Rubio     | Espagne  | 5  | 6 | 8  | 14  | +10 | 0   |
| 3    | Mirko Djumić    | Serbie   | 5  | 6 | 7  | 13  | +11 | 29  |
| 4    | Ivan Glavonjic  | Serbie   | 5  | 9 | 3  | 12  | +15 | 0   |
| 5    | Robert György   | Roumanie | 5  | 7 | 5  | 12  | +9  | 10  |
| 6    | Szilard Rokaly  | Roumanie | 5  | 6 | 6  | 12  | +12 | 6   |
| 7    | Pablo Pantoja   | Espagne  | 5  | 7 | 4  | 11  | +6  | 4   |
| 8    | Uroš Bjelogrlić | Serbie   | 5  | 2 | 8  | 10  | +10 | 22  |
| 9    | Zoltan Sandor   | Roumanie | 5  | 6 | 2  | 8   | +5  | 0   |
| 10   | Ivan Anić       | Serbie   | 5  | 1 | 7  | 8   | +11 | 0   |

| Rang | Joueur              | Pays      | Min          | BC | Moy  | %Arr  | Bl |
| ---- | ------------------- | --------- | ------------ | -- | ---- | ----- | -- |
| 1    | Ignacio Garcia      | Espagne   | 239 min 31 s | 11 | 2,76 | 90,52 | 0  |
| 2    | Attila Adorján      | Roumanie  | 243 min 45 s | 11 | 2,71 | 90,18 | 1  |
| 3    | Petar Stepanović    | Serbie    | 182 min 30 s | 8  | 2,63 | 87,30 | 1  |
| 4    | Keanu Evers         | Belgique  | 300 min 0 s  | 21 | 4,20 | 85,81 | 2  |
| 5    | Chen Xi             | Chine     | 135 min 33 s | 18 | 7,97 | 84,87 | 0  |
| 6    | Li Qiuyang          | Chine     | 164 min 21 s | 27 | 9,86 | 84,30 | 0  |
| 7    | Alexandre Tetreault | Australie | 251 min 55 s | 30 | 7,15 | 82,86 | 0  |

Nota : seuls sont classés les gardiens ayant joué au minimum 40 % du temps de jeu de leur équipe.